# Liste von Dateinamenserweiterungen/R
In dieser Liste sind übliche Dateinamenserweiterungen aufgelistet, die in einigen Betriebssystemen zur Unterscheidung von Dateiformaten verwendet werden. In anderen Betriebssystemen erfolgt die Dateitypenidentifikation hauptsächlich über den Dateivorspann und bei E-Mail-Anhängen hat der MIME-Type eine größere Bedeutung als die Dateinamenserweiterung. Systeme, die nach den beiden letztgenannten Vorgehensweisen verfahren, ignorieren die Erweiterung meist vollständig. 
| Dateinamenserweiterung   | MIME-Typ                                                         | Vollständiger Name                                         | Bemerkungen, Verwendung |
| ------------------------ | ---------------------------------------------------------------- | ---------------------------------------------------------- | --- |
| .R                       |                                                                  | R-Script-Datei                                             | R - Open Source Statistik-Paket |
| .raf                     |                                                                  | Rohdatenformat von Fujifilm                                | Diese Datei enthält die unbearbeiteten Rohdaten aus dem Bildsensor einer Fujifilm-Kamera. |
| .ram                     | audio/x-pn-realaudio, audio/x-realaudio                          | RealMedia                                                  | Audiodatei |
| .ras                     | application/x-cmu-raster, image/c image/x-cmu-raster, mu-raster, | SUN Raster Image                                           | Bilddatei |
| .rar                     | application/x-rar-compressed, application/octet-stream           | RAR-Archiv                                                 | mit RAR komprimiertes Dateiarchiv |
| .rb                      |                                                                  | Ruby                                                       | Ruby-Programm |
| .rbs                     |                                                                  | ReBirth Songfile                                           | ReBirth Propellerhead (Software-Synthesizer) |
| .rc                      |                                                                  | Resource script                                            | Ressource (Software) |
| .rcj                     |                                                                  | Robocopy Job                                               | Parameterfile für das Windows-Utility Robocopy |
| .rcy                     |                                                                  | Rex                                                        | Geschnittene Audiodaten Recycle von Propellerhead |
| .rdd                     |                                                                  | Resma Datenbank Datei                                      | PHP basierende Datenbank |
| .reg                     |                                                                  | –                                                          | Exportierter Windows-Registry-Schlüssel |
| .ren                     |                                                                  | Renewcalc - Datafile                                       | Renewcalc - Kalkulationsprogramm |
| .res                     |                                                                  | Resource File                                              | Compiled Resource (C++, C und weitere Windows-Entwicklungsumgebungen) |
| .resx                    |                                                                  | XML Resource File                                          | Ressourcen-Datei, bestehend aus XML-Tags |
| .rev                     |                                                                  | –                                                          | Paritätsinformationen. Bewahrt ein geteiltes RAR-Archiv vor der Zerstörung, falls eine Datei verloren geht. |
| .rexx                    | text/x-script.rexx                                               | Rexx                                                       | REXX-Script (Amiga) oder ooRexx-Script |
| .rex                     |                                                                  | Rex                                                        | Geschnittene Audiodaten Recycle von Propellerhead |
| .rez                     |                                                                  | Winrez                                                     | Winrez |
| .rfl                     |                                                                  | Propellerhead Reason Instrumenten Bibliothek               | Reason (Software-Synthesizer) |
| .rgb                     | image/x-rgb                                                      | –                                                          | ein auf den RGB-Farbraum aufbauendes Bildformat, welches von Silicon Graphics entwickelt wurde und auch als Silicon Graphics Image bekannt ist                                                                                   |
| .rgo                     |                                                                  | RepliGo Virtual Print File                                 | pdf-ähnliches Format für PDA / Smartphone |
| .ris                     |                                                                  | Research Information System Format                         | Dateiformat für den Export bibliographischer Daten |
| .rk                      |                                                                  | WinRK Kompressionsformat                                   | Archivierung mit starker Datenkompression |
| .rle                     |                                                                  | Run Length Encoded BMP                                     | Verlustfrei komprimierte Bilddateien |
| .rm                      | application/vnd.rn-realmedia, audio/x-pn-realaudio               | RealMedia                                                  | Real Media Videodatei |
| .Rmd                     |                                                                  | R Markdown                                                 | markdown-Syntax für R (Programmiersprache) |
| .rme                     |                                                                  | Read me                                                    | Textdatei, die die Beschreibung eines Programmpaketes enthält |
| .rmvb                    | application/vnd.rn-realmedia, audio/x-pn-realaudio               | RealMedia                                                  | Real Media Videodatei |
| .roq                     |                                                                  | Id-Software-Video                                          | spezielles Videoformat für iD-Software-Spiele |
| .rol                     |                                                                  | Roland-Sound                                               | veraltetes Musikformat entwickelt von der japanischen Firma Roland |
| .rp                      |                                                                  | RealPix Clip                                               | RealPlayer |
| .rpl                     |                                                                  | Eidos Replay Movies                                        | Älteres Videoformat von Eidos |
| .rpp                     |                                                                  | RoboPro Programm                                           | Fischertechnik RoboPro |
| .rpm                     |                                                                  | RPM Package Management                                     | Installationspaket für Linux-Systeme |
| .rps                     |                                                                  | Propellerhead Reason Public (nicht bearbeitbare) Songdatei | Reason (Software-Synthesizer) |
| .rpt                     |                                                                  | –                                                          | i-net Crystal Reports Bericht |
| .rpt                     | application/crystalclear                                         | i-net Crystal-Clear Designer Report                        | i-net Crystal-Clear Bericht |
| .rns                     |                                                                  | Propellerhead Reason Locale (bearbeitbare) Songdatei       | Reason (Software-Synthesizer) |
| .rs                      |                                                                  |                                                            | Programmquelltext in Rust |
| .rst                     |                                                                  | reStructuredText                                           | vereinfachte Auszeichnungssprache |
| .rsdf                    |                                                                  | RS Downloader File                                         | Dateiliste für den Download-Manager RS Downloader für den Rapidshare-Dienst |
| .rsr                     |                                                                  | Structure                                                  | 4D (4th Dimension) |
| .rt                      | text/richtext, text/vnd.rn-realtext                              | RealText Clip                                              | RealPlayer |
| .rt3                     |                                                                  | RagTime-Dokument                                           | Layout-Software (Dateiformat der Version 3 von RagTime) |
| .rta                     |                                                                  | Raster Transformation Assembler                            | RTA-Assemblerquelltext |
| .rtd                     |                                                                  | RagTime Document                                           | Layout-Software (Dateiformat ab der Version 4 von RagTime) |
| .rte                     |                                                                  | Route file                                                 | GPS Route file in PCX5 format |
| .rtf                     | application/rtf, application/x-rtf, text/richtext                | Rich Text Format                                           | offenes Textdokument-Format |
| .rts                     |                                                                  | RagTime-Vorlage                                            | Layout-Software (Vorlagenformat der Version 3 von RagTime) |
| .rw2                     |                                                                  | –                                                          | Rohdatenformat für Bilder von Panasonic Digitalkameras |
| .rwx                     |                                                                  | Modell                                                     | Modell der RealWorld-Engine |
| .rtt                     |                                                                  | RagTime Template                                           | Layout-Software (Vorlagenformat ab der Version 4 von RagTime) |
| .rx2                     |                                                                  | Rex                                                        | Geschnittene Audiodaten von Propellerhead Recycle |
| .rxe                     |                                                                  | –                                                          | Datenformat von Lego Mindstorms |
| .r00 (folgend .r01-.r99) |                                                                  | RAR-Teil-Archiv                                            | mit RAR komprimiertes Dateiarchiv, welches in mehrere Teile aufgeteilt ist (Winrar nutzte diese Dateinamenserweiterung nur bis zur Version 2 des Programmes, darauf folgte die Dateinamenserweiterung ".part(Nummerierung).rar") |